# Leslie Parrish
Leslie Parrish, nata Marjorie Helen (Melrose, 13 marzo 1935), è un'attrice ed ex modella statunitense.

## Biografia
Dopo aver studiato pianoforte al conservatorio di musica di Filadelfia, decise di tentare la carriera di modella e nel 1953 giunse a New York, dove inizialmente fece la cameriera. Cominciò con alcune esperienze teatrali, che contribuirono alla sua formazione artistica. Nel 1954, all'età di 19 anni, firmò un contratto con la 20th Century Fox, e due anni dopo con la Metro-Goldwyn-Mayer. Cambiò il suo nome in Leslie Parrish nel 1959.
Interpretò il ruolo di Daisy Mae in Il villaggio più pazzo del mondo (1959), e quello di Jocelyn Jordan in Va' e uccidi (1962). Lavorò anche in televisione, ed è ricordata in particolare per il ruolo del tenente Carolyn Palamas nell'episodio Dominati da Apollo della serie classica di Star Trek. L'attrice rese con efficacia le emozioni interiori del proprio personaggio, dalla correttezza professionale fino all'aperta venerazione nei confronti dell'umanoide che sostiene di essere il dio Apollo e che l'equipaggio dell'Enterprise incontra sul pianeta Pollux IV.

## Vita privata
Nel 1977 sposò lo scrittore Richard Bach, autore de Il gabbiano Jonathan Livingston, da cui divorziò nel 1999.

## Filmografia parziale

### Cinema
- Papà Gambalunga (Daddy Long Legs), regia di Jean Negulesco (1955)
- Scandalo al collegio (How to Be Very, Very Popular), regia di Nunnally Johnson (1955)
- Il favorito della grande regina (The Virgin Queen), regia di Henry Koster (1955)
- L'altalena di velluto rosso (The Girl in the Red Velvet Swing), regia di Richard Fleischer (1955)
- Mia moglie è di leva (The Lieutenant Wore Skirts), regia di Frank Tashlin (1956)
- I filibustieri della finanza (The Power and the Prize), regia di Henry Koster (1956)
- Sesso debole? (The Opposite Sex), regia di David Miller (1956)
- Una calda notte d'estate (Hot Summer Night), regia di David Friedkin (1957)
- Tormento di un'anima (Man on Fire), regia di Ranald MacDougall (1957)
- La valanga dei tanks (Tank Battalion), regia di Sherman A. Rose (1958)
- Missili sulla luna (Missile to the Moon), regia di Richard E. Cunha (1958)
- Il villaggio più pazzo del mondo (Li'l Abner), regia di Melvin Frank (1959)
- L'erede di Al Capone (Portrait of a Mobster), regia di Joseph Pevney (1961)
- Va' e uccidi (The Manchurian Candidate), regia di John Frankenheimer (1962)
- Per soldi o per amore (For Love or Money), regia di Michael Gordon (1963)
- Donne, v'insegno come si seduce un uomo (Sex and the Single Girl), regia di Richard Quine (1964)
- 3 sul divano (Three on a Couch), regia di Jerry Lewis (1966)
- La giungla del denaro (The Money Jungle), regia di Francis D. Lyon (1967)
- The Candy Man, regia di Herbert J. Leder (1969)
- Uccidete il padrino (The Devil's 8), regia di Burt Topper (1969)
- Brother, Cry for Me, regia di William White (1970)
- L'invasione dei ragni giganti (The Giant Spider Invasion), regia di Bill Rebane (1975)
- The Astral Factor, regia di John Florea (1976)
- Crash!, regia di Charles Band (1977)

### Televisione
- Indirizzo permanente (77 Sunset Strip) – serie TV, episodi 1x20- 3x20 (1959-1961)
- Tightrope – serie TV, episodio 1x30 (1960)
- Michael Shayne – serie TV episodio 1x12 (1960)
- The Aquanauts – serie TV, episodio 1x02 (1960)
- Perry Mason – serie TV, episodio 3x22-5x02-5x11 (1961)
- Hawaiian Eye – serie TV, episodi 2x15-3x21 (1960-1962)
- Surfside 6 – serie TV, episodi 1x29-2x08 (1961-1962)
- Follow the Sun – serie TV, episodio 1x06 (1961)
- Il reporter (The Reporter) – serie TV, episodio 1x10 (1964)
- The Lieutenant – serie TV, episodio 1x26 (1964)
- Il ragazzo di Hong Kong (Kentucky Jones) – serie TV, episodio 1x08 (1964)
- Selvaggio west (The Wild Wild West) – serie TV, episodi 1x03-2x06 (1965-1966)
- Star Trek – serie TV, episodio 2x02 (1967)
- Tarzan – serie TV, episodio 1x23 (1967)
- La grande vallata (The Big Valley) – serie TV, episodio 3x23 (1968)
- Iron Horse – serie TV, episodio 2x17 (1968)
- Tre nipoti e un maggiordomo (Family Affair) – serie TV, episodio 3x24 (1969)

## Doppiatrici italiane
- Maria Pia Di Meo in Il villaggio più pazzo del mondo, 3 sul divano
- Fiorella Betti in Va' e uccidi
- Vittoria Febbi in Per soldi o per amore
- Rosetta Salata in Star Trek[4]
- Sonia Scotti in Batman